# جراح‌ماهی‌های بادبانی
جراح‌ماهی‌های بادبانی (نام علمی: Zebrasoma) نام یک سرده از تیره جراح‌ماهیان است. این ماهیان باله‌هایی بادبان‌مانند دارند.
نام علمی این جنس به معنی «گورتن» (بدن گورخری) است و به راه‌راه بودن برخی از گونه‌های آن اشاره دارد.

## گونه‌ها
این سرده در حال حاضر ۷ گونه دارد:
- Zebrasoma desjardinii (E. T. Bennett, 1836) -  Desjardin's sailfin tang
- جراح‌ماهی زرد (E. T. Bennett, 1828) - yellow tang
- باله بادبانی خالدار (Valenciennes, 1835) - gem tang
- Zebrasoma rostratum (آلبرت گونتر, 1875) - black tang
- Zebrasoma scopas (ژرژ کوویه, 1829) - scopas tang
- Zebrasoma veliferum (Bloch, 1795) - sailfin tang
- جراح‌ماهی دم‌زرد (ادوارد بلیت, 1852) - purple tang